# Buddy Bregman
Louis I. 'Buddy' Bregman (Chicago, 9 juli 1930 – Los Angeles, 8 januari 2017) was een Amerikaanse componist (jazz, soundtracks), arrangeur, orkestleider, producer en televisieregisseur. Hij werkte in de muziek met grote namen in de Amerikaanse muziek, waaronder Louis Armstrong, Count Basie, Frank Sinatra, Ella Fitzgerald, Bing Crosby, Fred Astaire, Judy Garland, Peggy Lee, Bobby Darin, Oscar Peterson, Jerry Lewis en Paul Anka.

## Biografie
Bregman, een neef van songwriter Jule Styne, studeerde aan de UCLA. In deze tijd arrangeerde en dirigeerde hij voor de zanggroep The Cheers Jerry Leiber- en Mike Stollers compositie "(Bazoom) I Need Your Lovin'". Het was zijn eerste hit. In 1955 werd hij aangesteld als orkestleider van de radioshow Gary Crosby Show. In die tijd werd hij ook hoofd A & R van Norman Granz' nieuwe platenlabel Verve Records en werkte hij als orkestleider en arrangeur met sterren als Bing Crosby (Bing Sings Whilst Bregman Swings), Judy Garland, Peggy Lee, Ella Fitzgerald (twee albums in haar 'American Songbook'-serie) en Count Basie met Joe Williams ('The Greatest!!! Count Basie Plays, Joe Williams Sings Standards'). Andere musici voor wie hij arrangeerde en dirigeerde: Toni Harper, Jane Powell, Ricky Nelson en zijn vriend Fred Astaire. Verder werkte hij voor bijvoorbeeld Bobby Shaw en Gogi Grant. Bregman nam voor Verve-label ook albums op onder eigen naam. waaronder The Gershwin Anniversary Album, Swinging Kicks (met onder meer André Previn, Ben Webster en Stan Getz) en That Swings. 
Na zijn tijd bij Verve werkte hij als muzikaal leider bij The Eddy Fisher Show van NBC. Later had hij een eigen show, Buddy Bregman's Music Shop.

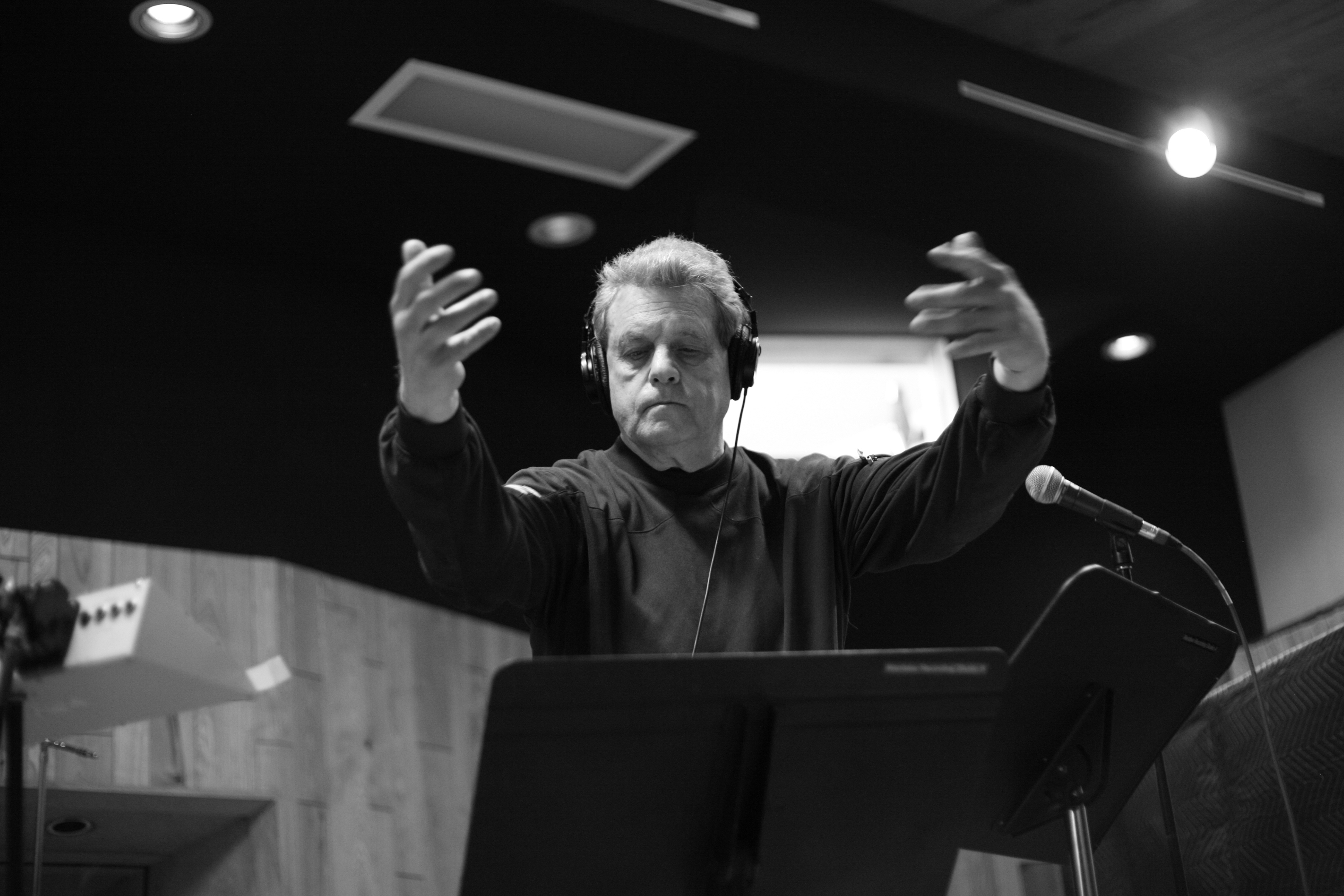
Buddy Bregman in 2006

In de jaren vijftig was hij als arrangeur betrokken bij soundtracks voor films als Five Guns West (1955), Crime in the Streets en The Wild Party (beiden 1956), The Pajama Game (1957), Born Reckless (1958) en The Cat Burglar (1961).
Begin jaren zestig werd hij een televisieproducent en -regisseur. Hij produceerde verschillende tv-specials in Europa en werkte samen met David Attenborough voor de BBC, in 1964. In 1966 was hij hoofd licht amusement voor Rediffusion London. Hij schreef de musical Jump Jim Crow voor de Royal Shakespeare Company en regisseerde een film met Olivia Newton-John en Georgie Fame (The New-Fangled Wandering Minstrel Show). Na zijn terugkeer in Amerika werkte hij als producer en regisseur mee aan talloze tv-producties. Hij maakte onder meer specials over Mel Tormé, Shirley Bassey en Nancy Wilson (allen in 1966) en een film over Ethel Merman.
In 2004 was hij arrangeur en orkestleider van een album met oude en nieuwere pop- en jazzstandards, gebracht door een 18-koppige bigband met onder andere  Hubert Laws en Patrice Rushen.

## Persoonlijk leven
Bregman was getrouwd met actrice Suzanne Lloyd (1961-1988) en had met haar een dochter, de televisieactrice Tracey E. Bregman.
In januari 2017 overleed Bregman aan de gevolgen van Alzheimer.

## Discografie (selectie)
- I Love Listening to Buddy Bregman (Playing Music from 'Wild Party'), His Master's Voice, 1957
- Dig Buddy Bregman in Hi Fi, Verve, 1957
- Swinging Kicks, Verve, 1957 (album-'pick' Allmusic.com)
- Swinging Standards, Lone Hill Jazz, 1959
- It Don't Mean a Thing If It Ain't Got That Swing, Varèse Sarabande, 1998